# كليف سيار
كليف سيار (بالإنجليزية: Cliff Sear)‏ هو مدرب كرة قدم ولاعب كرة قدم بريطاني في مركز ظهير ‏، ولد في 22 سبتمبر 1936 في Rhostyllen ‏ في المملكة المتحدة، وتوفي في 8 يوليو 2000 في تشستر في المملكة المتحدة. شارك مع منتخب ويلز لكرة القدم. أما مع النوادي، فقد لعب مع مانشستر سيتي ونادي تشستر سيتي.